# Roberto Fineschi
Roberto Fineschi (* 1. März 1973 in Siena) ist ein italienischer Philosoph, der sich mit der Dialektik der Waren- und Kapitaltheorie bei Karl Marx befasst.

## Leben
1998 schloss Fineschi sein Studium an der Universität von Siena bei Alessandro Mazzone mit einer Arbeit Marx revisitato ab. In seiner Doktorarbeit an der Universität von Palermo bei Nicola De Domenico befasst er sich mit dem Verhältnis von Marx und Georg Wilhelm Friedrich Hegel. 2002 war er Preisträger des neuverliehenen David-Rjazanov-Preises, der ihm für seine bisherigen Arbeiten und ein eingereichtes Forschungsessay über „Wertform, Geldform und Austauschprozess“ zugesprochen wurde.
Fineschi hat auf Deutsch eine Reihe von Aufsätzen „Zum Geschichtsbegriff in der marxistischen Debatte Italiens“ und zur italienischen Kapital-Rezeption veröffentlicht. Er wirkt als Vermittler der Erkenntnisse aus der zweiten Marx-Engels-Gesamtausgabe (MEGA2) in den italienischen Sprachraum. Das 2008 erschienene Buch Un nuovo Marx widmet sich der von Hans-Georg Backhaus und Helmut Reichelt initiierten Form einer Neuen Marx-Lektüre.

## Schriften
- Ripartire da Marx. Processo storico ed economia politica nella teoria del “capitale”, Istituto Italiano per gli Studi Filosofici – La Città del Sole, Neapel 2001
- als Herausgeber: Karl Marx: rivisitazioni e prospettive, Mimesis, Mailand 2005, ISBN 88-8483-389-2 (Itinerari filosofici)
- Marx e Hegel. Contributi a una relectura, Carocci editore, Rom 2006
- Un nuovo Marx. Filologia e interpretazione dopo la nuova edizione storico critica (MEGA2), Carocci editore, Rom 2008
  - Wolfgang Fritz Haug: Rezension (5 Seiten pdf; 86 kB) in: Das Argument 277, 2008/4, S. 540ff.
- mit Riccardo Bellofiore als Herausgeber: Re-reading Marx. New Perspectives after the Critical Edition, Basingstoke, Hampshire; Palgrave Macmillan, New-York 2009, ISBN 978-0-230-20211-5